# 野友インターチェンジ
野友インターチェンジ（のともインターチェンジ）は高知県安芸郡北川村野友にある阿南安芸自動車道（北川奈半利道路）のインターチェンジである。北川奈半利道路は無料の自動車専用道路（国道493号）であり、料金所はない。野友ICは北川村の中心部にある為、利用者も少なくはない。

## 構造
Tボーン型の変形。現道側は平面交差。

## 接続する道路
- 国道493号

## 歴史
- 2003年（平成15年）3月1日 : 柏木IC-野友IC間開通に伴い供用開始
- 2010年（平成22年）8月20日 : 野友IC-芝崎IC間開通

## 周辺
- 北川村役場
- モネの庭
- 高知県北川村立北川小学校
- 高知県北川村立北川中学校
- 野友郵便局
- みどり保育園

## 道路関係図
- （阿南・徳島方面）北川道路 - 北川奈半利道路 - 奈半利安田道路（安芸・高知方面）

## 隣
E55 阿南安芸自動車道（北川奈半利道路）
柏木IC - 野友IC - 芝崎IC